# BMS Scuderia Italia
A BMS Scuderia Italia egy autóversenycsapat, amelyet 1983-ban alapított az olasz üzletember és motorsportrajongó Giuseppe Lucchini. Eredetileg Brixia Motor Sportnak (BMS) hívták, és a túraautó-világbajnokságban vett részt, majd amikor 1988-ban beneveztek a Formula–1-be, felvették a BMS Scuderia Italia nevet. Miután 1993-ban kiszálltak a sportágból, még hosszú ideig részt vettek különféle túraautó- és sportautó-versenyeken.
A Scuderia Italia számos autógyártóval együttműködött, partnerük volt az Alfa Romeo, a Lancia, a Ferrari, a Nissan, a Porsche és az Aston Martin is. Az FIA GT Championship küzdelmeiben Ferrari F430-asokkal versenyeztek, a Brixia Racing pedig az európai GT3-ban és az olasz GT-bajnokságban Aston Martin DBRS9-ekkel.

## Brixia Motor Sport
Giuseppe Lucchini az 1970-es évek végén kezdett el versenyezni az Osella csapattal, majd a Mirabella Racinggel. 1983-ban eldöntötte, hogy megalapítja a saját csapatát, amelyet Brescia latin neve (Brixia) után nevezett el. A Brixia Motor Sport egy Alfa Romeo GTV6-ossal vett részt az olasz ralibajnokságban, később pedig egy Lancia 037-essel az 1985-ös idényben. 1987-ben újra az Alfa Romeo autóit használták, mégpedig az új Alfa Romeo 75 modellt, mind a túraautó-világbajnokságban, mind az olasz bajnoki küzdelmekben.

## A Formula–1-ben
1987 végén az Alfa Romeo úgy döntött, hogy kiszáll a túraautó-világbajnokságból, ezért Lucchini úr is úgy döntött, hogy egy másik sportágban, jelesül a Formula–1-ben fogja nevezni a csapatát, már 1988-tól. A Brixia szerződést kötött a Dallara tulajdonosával, Giampaolo Dallarával, hogy a Formula–3000-ben szerzett tapasztalataikat felhasználva építsenek nekik egy Formula–1-es autót. Lucchini átnevezte a csapatát BMS Scuderia Italiára, a konstruktőri bajnokságban viszont Dallara néven vettek részt. Leigazolták a Mirabella Racing korábbi vezetőjét, Vittorio Palazzanit sportigazgatónak, főmérnöknek pedig Sergio Rinlandet, aki az első autójuk, a Dallara 188 tervezéséért is felelt. Megszerezték a Ford DFZ motorjait is, az első idényükben pedig egy autóval neveztek be, melyet Alex Caffi vezethetett. Az autók festése versenyvörös (Rosso Corsa) lett, és emiatt az autót könnyen össze lehetett téveszteni a Scuderia Ferrari versenygépeivel. Mivel az autó nem készült el időben, ezért a szezonnyitó 1988-as brazil nagydíjon még egy Dallara 3087 nevű, átépített Formula–3000-es autóval vettek részt. Az év során pontot ugyan nem szereztek, de mindösszesen csak két futamra nem tudták magukat kvalifikálni. A portugál nagydíjon Caffi a hetedik lett, épphogy csak lemaradva a pontszerzésről.
1989-ben már két autóval neveztek, Caffi csapattársa a tapasztalt Andrea de Cesaris lett. A Dallara 189 névre keresztelt új modellt Mario Tolentino tervezte. Monacóban egy negyedik hellyel Caffi megszerezte a csapat történetének első pontjait, Kanadában kettős pontszerzést ünnepelhettek, ahol a harmadik helyen célbaérő de Cesaris révén dobogóra is állhattak. Az évad további részében már nem szereztek pontot, de voltak még felvillanásaik, például a magyar nagydíjon Caffi harmadik helye az időmérő edzésen, vagy a szezonzáró ausztrál versenyen a kettős TOP10-es kvalifikáció. A két pilóta holtversenyben tizenhetedik lett az egyéni világbajnokságban, a Dallara pedig konstruktőri nyolcadik.
1990-ben távozott Patrizio Cantù csapatmenedzser, a helyére Pierpaolo Gardella érkezett a Ferraritól. Alex Caffi is távozott, a helyére Emanuele Pirrót igazolták le, akit az első két versenyen, betegsége miatt, Gianni Morbidelli helyettesített. Ebben az évben a csapat csak szenvedett, és bár voltak jó teljesítményeik (például de Cesaris harmadik rajthelye az amerikai nagydíjon), pontot nem tudtak szerezni, a tizenhat versenyből pedig csak hét nagydíjon tudtak elrajtolni.
A sikertelenség miatt Lucchini úr kirúgta Tolentinót és a helyére Nigel Cowperthwaite-t igazolta le, hogy tervezze meg az 1991-es autójukat. Megváltak a Fordtól is, mint motorpartnertől, helyettük a Judd érkezett. De Cesaris eligazolt, új pilótájuk a finn JJ Lehto lett. Ő Imolában egy harmadik hellyel dobogóra is állhatott, Piro pedig Monacóban szerzett egy pontot. A szezon végén a Dallara újra konstruktőri nyolcadik lett.
1992-re Lucchini szerződést kötött a Ferrarival, és megszerezte tőlük az előző évi specifikációjú, de még mindig jónak mondható V12-es motorjaikat. Pirro helyett második pilótájuk Pierluigi Martini lett. Ez sem volt egy sikeres év, Martini szerzett egy-egy pontot Spanyolországban és Imolában, és ezzel a két ponttal a Dallara konstruktőri tizedik lett.
1992 végén Lucchini bejelentette, hogy a következő évtől nem a Dallara, hanem a Lola építi az autóikat, a Ferrari viszont marad a motorpartnerük. Miután sikerült szponzori megállapodást kötni a Chesterfield cigarettával, az autók festése is megváltozott, és jóval több lett rajtuk a fehér szín. Két új pilótájuk Michele Alboreto és az újonc Luca Badoer lettek. A Lola autóira váltás azonban nem fordította meg a szerencséjüket: a máskülönben erős motorok ellenére Alboreto és Badoer is küszködtek velük. Badoer Imolában hetedik lett, ez lett a csapat legjobb eredménye, és csak ennek köszönhetően előzték meg a konstruktőri összetettben a szintén szenvedő Tyrrell csapatot. Mivel az idény végére a pénz is elfogyott, a csapat visszalépett az utolsó két futamról, ugyanakkor részt vettek az idény végén megrendezett Formula–1-es beltéri kupán. Miután a szintén olasz Minardi csapat pénzügyi helyzete is rossz volt, a két csapatvezető elhatározta, hogy egyesítik a két csapatot. Az új, Minardi Scuderia Italia névre hallgató alakulat 1994-ben és 1995-ben is visszatért a pontszerzők közé, de Lucchini ekkor inkább kiszállt, hogy más sportágakban folytassa.

## Visszatérés a túraautózáshoz
1994-ben elindult a német Super Tourenwagen-kupa, amelyben a Nissan Primera típusú autókkal vett részt a BMS Michael Bartels és Ivan Capelli közreműködésével, 1995-ben pedig már három autóval. Ebben az idényben futamgyőzelmet is szereztek, Kieth O'Dor révén az AVUS versenypályán, azonban az itt megrendezett második futamon O'Dor súlyos balesetet szenvedett és a kórházba szállítást követően meghalt. A helyére 1996-ban Anthony Reid érkezett, de a csapat nem vett részt a teljes idényben az összes autójával, és az év végén ki is szálltak. 1998-ban tértek vissza a túraautózáshoz, amikor az olasz Superturismo bajnokságban vettek részt Alfa Romeo 155-ösökkel.

## Sportautózás
1997-ben Pierluigi Martini és Christian Pescatori részvételével egy Porsche 911 GT1-es autóval indultak az FIA GT-bajnokságban, illetve ebben az évben részt vettek a Le Mans-i 24 órás versenyen is, Antônio Hermann de Azevedóval kiegészülve. 1999-ben a Ferrari 333 SP prototípussal neveztek az FIA sportautó-bajnokságba. Az egyik autót továbbra is Martini és Pescatori vezették, a másikat az apa-fia páros Angelo és Marco Zadra. Martini és Pescatori győzni tudtak az Autodromo di Pergusán, a bajnokságban harmadik és negyedik helyet értek el, a BMS pedig konstruktőri második lett.
2000-ben a Zadra-család mellé Philipp Peter és Enzo Calderari érkeztek. Győzelmet nem szereztek, de Spában a géposztályukon belül első helyen végeztek. Az idényt ismét konstruktőri másodikként zárták. 2001-ben az FIA sportautó-bajnokságban az első versenyen visszatért Pescatori, Marco Zadra oldalán. Később leváltották Jean-Marc Gounon-ra, aki egy győzelmet szerzett. A BMS Scuderia Italia ebben az évben megnyerte a konstruktőri bajnokságot, Marco Zadra pedig világbajnok lett.
2002-ben a csapat visszatért a GT-bajnokságba, és az addigra már elavult autóikat Ferrari 550 Maranellóra cserélték. Az idényt jól kezdték, négy győzelmet is szereztek, ennek ellenére a szezon második felében úgy visszaestek, hogy a csapat csak a konstruktőri negyedik helyen zárt, Andrea Piccini és Jean-Denis Délétraz pedig csak harmadikok lettek. 2003-három autót is neveztek, és a szezonnyitó versenyen rögtön hármas győzelmet is arattak, Matteo Bobbi és Thomas Biagi pedig megnyerték a soron következő négy futamot. Le Mans-ban is indultak, ahol a második helyen értek célba, egyben géposztályukon belül első helyet is elérve. Az idényt a csapat az első helyen zárta, pilótái pedig az első három helyen az egyéni bajnokságot, melyet a Bobbi-Biagi páros nyert.
2004-ben Biagit Gabriele Gardelk váltotta, minden más maradt nagyjából változatlan. Megint jól indult az idény, az első négy versenyből hármat is megnyertek, és a Le Mans-i 24 órás versenyen is diadalmaskodtak. Utóbbin az egyik versenyzőjük Lilian Bryner volt, aki az első női versenyző lett, aki megnyert egy nemzetközi 24 órás versenyt. A BMS újra konstruktőri, Golin és Cappellari pedig egyéni világbajnok lett.
A jó eredmények ellenére Lucchini úr úgy döntött, hogy az endurance bajnokságban kívánja tovább folytatni. Beneveztek egyrészt a Le Mans Endurance bajnokságba, valamint az olasz GT-bajnokságba is, és mindkettőt megnyerték. Indultak a Le Mans-i 24 órás versenyen is, de kiestek.
2006-ban a csapat megkapta a lehetőséget, hogy Aston Martin DBR9 versenyautókkal folytassák tovább, gyári támogatással. Ebben az évben az FIA GT-bajnokságban valamint az európai GT3-bajnokságban indultak újra, Aston Martin Racing BMS néven. A korábbi sikereiket nem tudták megismételni: a GT-bajnokságban egyszer sem tudtak győzni és sosem értek célba harmadiknál jobb helyen - de még ez is elég volt a konstruktőri második helyezéshez. Ráadásul a Le Mans-i 24 óráson már a harmadik körben kiestek baleset miatt. A GT3-bajnokságban egy győzelmet és konstruktőri negyedik helyet szereztek.
2007-nek hasonló felállással vágtak neki, viszont beneveztek a GT2-bajnokságba is, méghozzá egy Porsche 997 GT3-RSR-rel. Az Emmanuel Collard és Matteo Malucelli által vezetett autó második lett a bajnokságban, Le Mans-ban pedig géposztályukban első. Velük ellentétben a GT-csapatuk csak küszködött, nem szereztek győzelmet és konstruktőri hatodikként zártak. A GT3-ban egy győzelemmel konstruktőri harmadikok lettek.
Az idény végével a BMS Scuderia Italia megszúnt az Aston Martin és a Prodrive gyári csapata lenni, a GT3-bajnokságban viszont Brixia Racing néven tovább folytatták.

## Eredménylista
| Év   | Bajnokság                    | Autó                       | Versenyek | Győzelmek | Pole pozíciók | Leggyorsabb körök | Egyéni bajnoki legjobb helyezés   | Konstruktőri helyezés |
| ---- | ---------------------------- | -------------------------- | --------- | --------- | ------------- | ----------------- | --------------------------------- | --------------------- |
| 1983 | Olasz ralibajnokság          | Alfa Romeo GTV6            | ?         | ?         | N/A           | N/A               | ?                                 | ?                     |
| 1984 | Olasz ralibajnokság          | Alfa Romeo GTV6            | ?         | ?         | N/A           | N/A               | ?                                 | ?                     |
| 1985 | Olasz ralibajnokság          | Lancia 037                 | ?         | 3         | N/A           | N/A               | ?                                 | ?                     |
| 1986 | Olasz ralibajnokság          | Lancia 037 Lancia Delta S4 | ?         | 4         | N/A           | N/A               | 3. (Bossini)                      | ?                     |
| 1987 | Olasz ralibajnokság          | Alfa Romeo 75 Turbo        | ?         | ?         | N/A           | N/A               | ?                                 | ?                     |
| 1987 | Túraautó-világbajnokság      | Alfa Romeo 75 Turbo        | 7         | 0         | 0             | 0                 | visszaléptek                      | visszaléptek          |
| 1988 | Formula–1                    | Dallara 3087 Dallara 188   | 14        | 0         | 0             | 0                 | helyezés nélkül                   | helyezés nélkül       |
| 1989 | Formula–1                    | Dallara 189                | 15        | 0         | 0             | 0                 | 17. (de Cesaris)                  | 8.                    |
| 1990 | Formula–1                    | Dallara 190                | 16        | 0         | 0             | 0                 | helyezés nélkül                   | helyezés nélkül       |
| 1991 | Formula–1                    | Dallara 191                | 16        | 0         | 0             | 0                 | 12. (Lehto)                       | 8.                    |
| 1992 | Formula–1                    | Dallara 192                | 16        | 0         | 0             | 0                 | 16. (Martini)                     | 10.                   |
| 1993 | Formula–1                    | Lola T93/30                | 14        | 0         | 0             | 0                 | helyezés nélkül                   | helyezés nélkül       |
| 1994 | Super Tourenwagen-kupa       | Nissan Primera             | 8         | 0         | 0             | ?                 | 6. (Bartels)                      | ?                     |
| 1995 | Super Tourenwagen-kupa       | Nissan Primera             | 12        | 1         | 1             | ?                 | 10. (O'Dor)                       | ?                     |
| 1996 | Super Tourenwagen-kupa       | Nissan Primera             | 16        | 0         | 0             | ?                 | 16. (Maassen)                     | ?                     |
| 1997 | FIA GT-bajnokság             | Porsche 911 GT1            | 8         | 0         | 0             | 0                 | 33. (Pescatori & Martini)         | 9.                    |
| 1998 | Olasz Superturismo-bajnokság | Alfa Romeo 155             | 20        | 0         | ?             | ?                 | 4. (Pescatori)                    | ?                     |
| 1999 | Sportautó-világkupa          | Ferrari 333 SP             | 9         | 1         | 2             | 1                 | 3. (Pescatori & Moncini)          | 2.                    |
| 2000 | Sports Racing World Cup      | Ferrari 333 SP             | 8         | 1         | 0             | 0                 | 3. (M. Zadra & Peter)             | 2.                    |
| 2001 | FIA sportautó-bajnokság      | Ferrari 333 SP             | 8         | 2         | 2             | 2                 | 1. (M. Zadra)                     | 1.                    |
| 2002 | FIA GT-bajnokság             | Ferrari 550-GTS Maranello  | 10        | 4         | 5             | 6                 | 5. (Délétraz & Piccini)           | 4.                    |
| 2003 | FIA GT-bajnokság             | Ferrari 550-GTS Maranello  | 10        | 8         | 2             | 2                 | 1. (Bobbi & Biagi)                | 1.                    |
| 2004 | FIA GT-bajnokság             | Ferrari 550-GTS Maranello  | 11        | 5         | 5             | 2                 | 1. (Gollin & Cappellari)          | 1.                    |
| 2005 | Le Mans Endurance Series     | Ferrari 550-GTS Maranello  | 5         | 3         | 2             | ?                 | 1. (Bartyan, Pescatori, & Seiler) | 1.                    |
| 2005 | Olasz GT-bajnokság (GT1)     | Ferrari 550-GTS Maranello  | 7         | 5         | 6             | 3                 | 1. (Malucelli & Ramos)            | 1.                    |
| 2005 | Olasz GT-bajnokság (GT2)     | Ferrari 360 Modena GTC     | 7         | 2         | 1             | ?                 | 3. (Pescatori & Bartyan)          | ?                     |
| 2006 | FIA GT-bajnokság             | Aston Martin DBR9          | 10        | 0         | 0             | 1                 | 9. (Babini)                       | 2.                    |
| 2006 | FIA európai GT3-bajnokság    | Aston Martin DBRS9         | 10        | 1         | 2             | 0                 | 6. (Seiler & Groppi)              | 4.                    |
| 2006 | International GT Open        | Aston Martin DBRS9         | 4         | 0         | 0             | ?                 | ?                                 | ?                     |
| 2007 | FIA GT-bajnokság (GT1)       | Aston Martin DBR9          | 10        | 0         | 0             | 0                 | 13. (Babini & Davies)             | 6.                    |
| 2007 | FIA GT-bajnokság (GT2)       | Porsche 997 GT3-RSR        | 10        | 1         | 1             | ?                 | 5. (Collard & Malucelli)          | 2.                    |
| 2007 | FIA európai GT3-bajnokság    | Aston Martin DBRS9         | 10        | 1         | 0             | 1                 | 6. (Alessi & Frassinetti)         | 3.                    |
| 2007 | Olasz GT-bajnokság           | Aston Martin DBRS9         | ?         | ?         | ?             | ?                 | ?                                 | ?                     |

## Formula–1-es eredmények
| Év   | Kasztni      | Motor       | Gumik | Pilóták           | 1   | 2   | 3   | 4   | 5   | 6   | 7   | 8   | 9   | 10  | 11  | 12  | 13  | 14  | 15  | 16  | Pontok | Helyezés |
| ---- | ------------ | ----------- | ----- | ----------------- | --- | --- | --- | --- | --- | --- | --- | --- | --- | --- | --- | --- | --- | --- | --- | --- | ------ | -------- |
| 1988 | Dallara 3087 | Ford DFV    | G     |                   | BRA | SMR | MON | MEX | CAN | DET | FRA | GBR | GER | HUN | BEL | ITA | POR | ESP | JPN | AUS | 0      | -        |
| 1988 | Dallara 3087 | Ford DFV    | G     | Alex Caffi        | NPK |     |     |     |     |     |     |     |     |     |     |     |     |     |     |     | 0      | -        |
| 1988 | Dallara 188  | Ford DFZ    | G     | Alex Caffi        |     | KI  | KI  | KI  | NPK | 8   | 12  | 11  | 15  | KI  | 8   | KI  | 7   | 10  | KI  | KI  | 0      | -        |
| 1989 | Dallara 189  | Ford DFR    | P     |                   | BRA | SMR | MON | MEX | USA | CAN | FRA | GBR | GER | HUN | BEL | ITA | POR | ESP | JPN | AUS | 8      | 8.       |
| 1989 | Dallara 189  | Ford DFR    | P     | Alex Caffi        | NPK | 7   | 4   | 13  | KI  | 6   | KI  | NPK | KI  | 7   | KI  | 11  | KI  | KI  | 9   | KI  | 8      | 8.       |
| 1989 | Dallara 189  | Ford DFR    | P     | Andrea de Cesaris | 13  | 10  | 13  | KI  | 8   | 3   | DNQ | KI  | 7   | KI  | 11  | KI  | KI  | 7   | 10  | KI  | 8      | 8.       |
| 1990 | Dallara 190  | Ford DFR    | P     |                   | USA | BRA | SMR | MON | CAN | MEX | FRA | GBR | GER | HUN | BEL | ITA | POR | ESP | JPN | AUS | 0      | -        |
| 1990 | Dallara 190  | Ford DFR    | P     | Emanuele Pirro    |     |     | KI  | KI  | KI  | KI  | KI  | 11  | KI  | 10  | KI  | KI  | 15  | KI  | KI  | KI  | 0      | -        |
| 1990 | Dallara 190  | Ford DFR    | P     | Andrea de Cesaris | KI  | KI  | KI  | KI  | KI  | 13  | DSQ | KI  | NK  | KI  | KI  | 10  | KI  | KI  | KI  | KI  | 0      | -        |
| 1990 | Dallara 190  | Ford DFR    | P     | Gianni Morbidelli | NK  | 14  |     |     |     |     |     |     |     |     |     |     |     |     |     |     | 0      | -        |
| 1991 | Dallara 191  | Judd GV     | P     |                   | USA | BRA | SMR | MON | CAN | MEX | FRA | GBR | GER | HUN | BEL | ITA | POR | ESP | JPN | AUS | 5      | 8        |
| 1991 | Dallara 191  | Judd GV     | P     | Emanuele Pirro    | KI  | 11  | NPK | 6   | 9   | NPK | NK  | 10  | 10  | KI  | 8   | 10  | KI  | 15  | KI  | 7   | 5      | 8        |
| 1991 | Dallara 191  | Judd GV     | P     | JJ Lehto          | KI  | KI  | 3   | 11  | KI  | KI  | KI  | 13  | KI  | KI  | KI  | KI  | KI  | 8   | KI  | 12  | 5      | 8        |
| 1992 | Dallara 192  | Ferrari 037 | G     |                   | RSA | MEX | BRA | ESP | SMR | MON | CAN | FRA | GBR | GER | HUN | BEL | ITA | POR | JPN | AUS | 2      | 10.      |
| 1992 | Dallara 192  | Ferrari 037 | G     | JJ Lehto          | KI  | 8   | 8   | KI  | 11  | 9   | 9   | 9   | 13  | 10  | NK  | 7   | 11  | KI  | 9   | KI  | 2      | 10.      |
| 1992 | Dallara 192  | Ferrari 037 | G     | Pierluigi Martini | KI  | KI  | KI  | 6   | 6   | KI  | 8   | 10  | 15  | 11  | KI  | KI  | 8   | KI  | 10  | KI  | 2      | 10.      |
| 1993 | Lola T93/30  | Ferrari 040 | G     |                   | RSA | BRA | EUR | SMR | ESP | MON | CAN | FRA | GBR | GER | HUN | BEL | ITA | POR | JPN | AUS | 0      | -        |
| 1993 | Lola T93/30  | Ferrari 040 | G     | Michele Alboreto  | KI  | 11  | 11  | NK  | NK  | KI  | NK  | NK  | NK  | 16  | KI  | 14  | KI  | KI  |     |     | 0      | -        |
| 1993 | Lola T93/30  | Ferrari 040 | G     | Luca Badoer       | KI  | 12  | NK  | 7   | KI  | NK  | 15  | KI  | KI  | KI  | KI  | 13  | 10  | 14  |     |     | 0      | -        |

## Forráshivatkozások
1. ↑  About us. www.scuderiaitalia.it. (Hozzáférés: 2024. november 5.)
2. ↑  BMS Scuderia Italia • Team History & Info | Motorsport Database (brit angol nyelven). Motorsport Database - Motor Sport Magazine. (Hozzáférés: 2024. november 5.)
3. ↑  A BMS Scuderia Italia-sztori… (magyar nyelven). Napi F1 sztori, 2020. április 3. (Hozzáférés: 2024. november 5.)
4. ↑  BMS Scuderia Italia Statistics and Results | Motorsport Stats. motorsportstats.com. (Hozzáférés: 2024. november 5.)
5. ↑  Track Record (angol nyelven). 24h-lemans.com. (Hozzáférés: 2024. november 5.)
6. ↑  DBR9 – BMS Scuderia Italia (DBR9/6, 7, 8 & 9) « Aston Martins.com (brit angol nyelven). (Hozzáférés: 2024. november 5.)